# Премия «Джини» лучшей иностранной актрисе
«Премия «Джини» лучшей иностранной актрисе» присуждалась Канадской академией кино и телевидения, с 1980 по 1983 год.

## Победители
| Год  | Победитель                      | Номинация |
| ---- | ------------------------------- | --- |
| 1980 | Триш Ван Девер, Перебежчик      | - Сьюзен Энспач, Бегущий - Саманта Эггар, Выводок - Салли Келлермен, В день, когда я ушёл, всю ночь шёл дождь - Клорис Личмен, Yesterday          |
| 1981 | Сьюзан Сарандон, Атлантик-Сити  | - Энн-Маргрет, Сумасшедший средний возраст - Джейми Ли Кёртис, Выпускной - Луиза Флетчер, Счастливая звезда - Ли Ремик, Чествование               |
| 1982 | Энни Поттс, Сердечные страдания | - Эллен Бёрстин, Молчание севера - Мег Фостер, Билет на небеса - Мариетта Хартли, Неподходящие каналы - Марта Келлер, Любитель                    |
| 1983 | Глайннис О’Коннор, Мелани       | - Пэтти Дьюк, By Design - Ли Грант, Часы посещения - Мари-Франс Пизье, Ожесточенная борьба - Мэр Уиннингэм, Порог - Шарлейн Вудард, Hard Feelings |